# Streblocera curta
Streblocera curta är en stekelart som beskrevs av Chou 1990. Streblocera curta ingår i släktet Streblocera och familjen bracksteklar. Inga underarter finns listade i Catalogue of Life.